# Dánská technická univerzita
Dánská technická univerzita (dánsky: Danmarks Tekniske Universitet), zkratka DTU, je veřejná technická univerzita v dánském městě Kongens Lyngby, jež leží asi 12 kilometrů severně od Kodaně. Založena byla roku 1829 pod názvem Den Polytekniske Læreanstalt, a to z iniciativy fyzika Hanse Christiana Ørsteda, jenž se pak stal jejím prvním rektorem. Šlo o první polytechniku v Dánsku. Roku 1933 byla přejmenována na Danmarks tekniske Højskole, od roku 1994 nese název současný. Původně sídlila v Kodani, do Lyngby se přesunula v roce 1960. Kampus byl postaven na bývalém vojenském letišti. V letech 2007-2008 se univerzita sloučila s několika dánskými výzkumnými centry, mj. kosmickým. Podle žebříčku QS World University Rankings 2024 je Dánská technická univerzita 121. nejlepší univerzitou na světě (48. v Evropě) a 59. nejlepší technickou školou světa. V roce 2023 měla přes 11 tisíc studentů. K významným absolventům patří nositelé Nobelovy ceny Morten Meldal a Henrik Dam. Školu vystudoval i nositel Nobelovy ceny za literaturu Henrik Pontoppidan.